# 노키아 6120 클래식

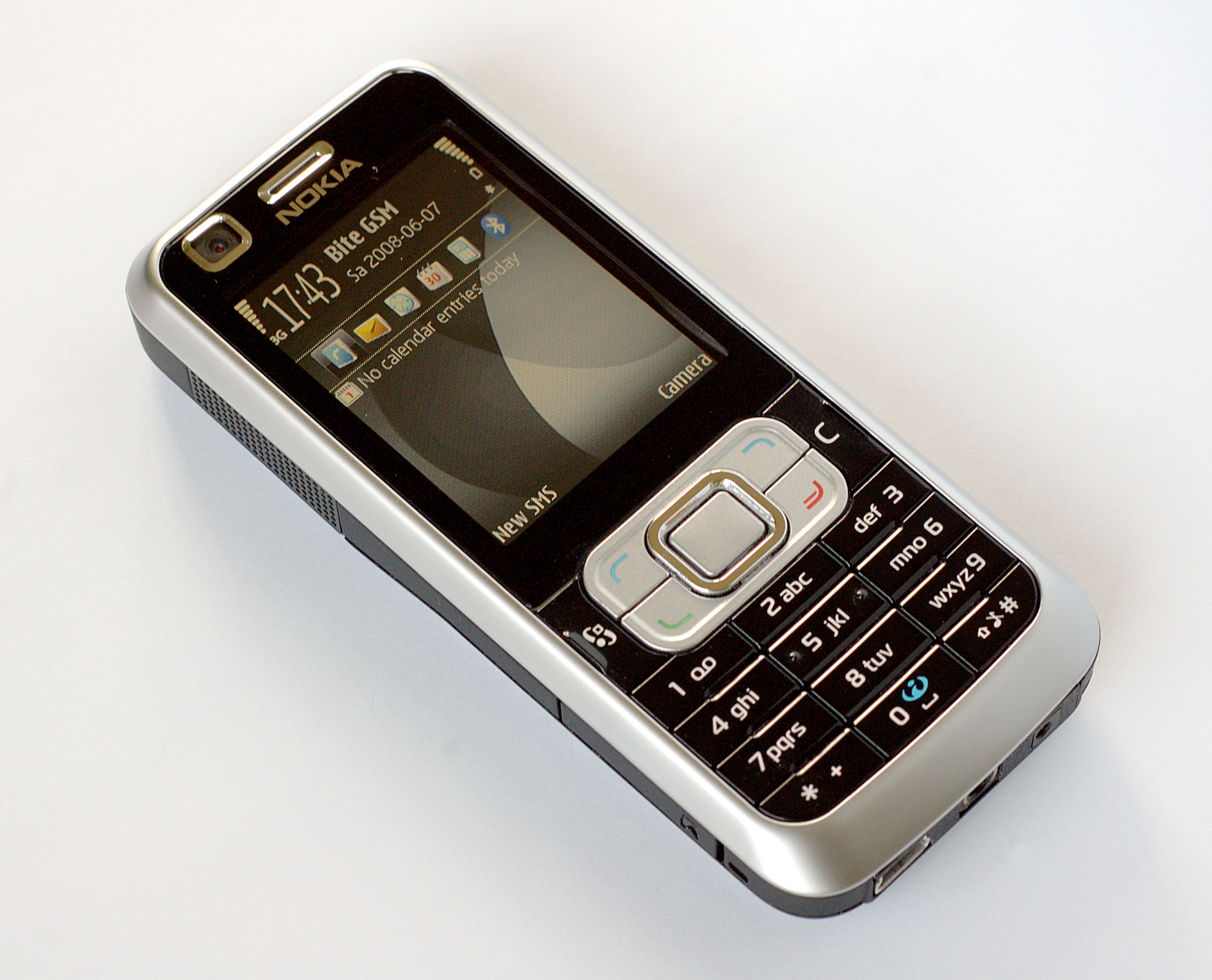
노키아 6120 클래식

노키아 6120 클래식(Nokia 6120 classic)은 2007년 4월 17일에 발표된 노키아의 중급 스마트폰이다. S60 3rd 에디션 FP1 사용자 인터페이스를 갖춘 심비안 v9.2에서 실행된다.
이 제품은 2G 및 3G/UMTS 네트워크를 모두 지원하는 쿼드 밴드 GSM 기능을 갖춘 최초의 노키아 UMTS/HSDPA 듀얼 밴드 휴대폰이다. 클래식한 캔디바 형태의 작고 세련된 크기에도 불구하고 여전히 표준 S60 기능을 유지했으며 N95, E90 및 6110 내비게이터에 이어 노키아에서 네 번째로 HSDPA(3.5G)도 갖추고 있다. 무게는 89g에 불과하다.
1997년과 다른 휴대폰인 노키아 6120과 구별된다.

## 인터페이스 변경
6120 클래식 사용자 인터페이스에는 일반적인 3D 애니메이션 메뉴 항목은 물론 스톱워치와 같은 일부(노키아 표준으로 간주되는) 소프트웨어도 없다. 그러나 심비안 OS를 사용하므로 타사 프로그램을 설치하여 해당 응용 프로그램을 다시 얻을 수 있다.